# Каннет
Канне́т (фр. Cannet) — коммуна во Франции, находится в регионе Юг — Пиренеи. Департамент — Жер. Входит в состав кантона Плезанс. Округ коммуны — Миранд.
Код INSEE коммуны — 32074.

## География

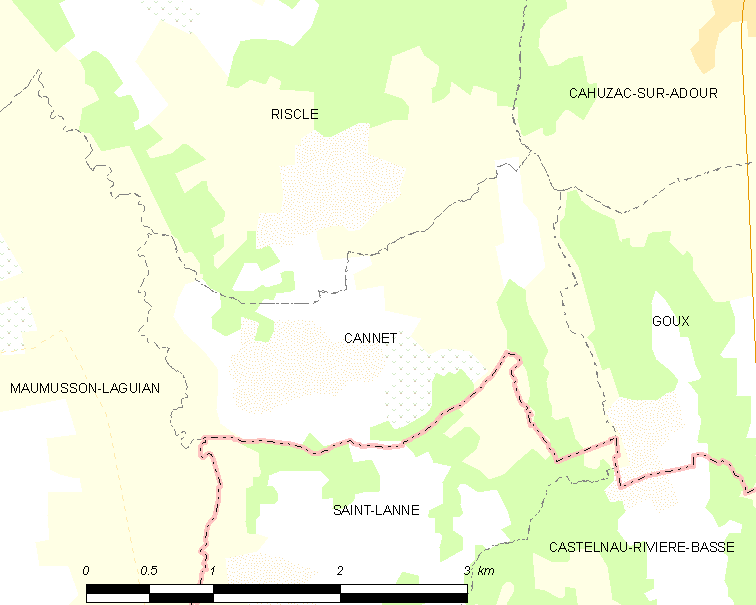
Карта коммуны

Коммуна расположена приблизительно в 620 км к югу от Парижа, в 125 км западнее Тулузы, в 55 км к западу от Оша.
На востоке коммуны протекают реки Аррьютор и Боскасе, а на западе — река Бергон.

## Климат
Климат умеренно-океанический. Лето жаркое и немного дождливое, температура часто превышает 35 °С. Зимой часто бывает отрицательная температура и ночные заморозки. Годовое количество осадков — 700—900 мм.

## Население
Население коммуны на 2010 год составляло 55 человек.
| 1962 | 1968 | 1975 | 1982 | 1990 | 1999 | 2010 |
| ---- | ---- | ---- | ---- | ---- | ---- | ---- |
| 91   | 67   | 63   | 58   | 53   | 55   | 55   |

## Администрация
| Период | Период | Фамилия        | Партия        | Примечания |
| ------ | ------ | -------------- | ------------- | ---------- |
| 2001   | 2008   | Пьеррет Шаррье | Разные правые |            |
| 2008   | 2020   | Рене Касте     |               |            |

## Экономика
В 2010 году среди 36 человек трудоспособного возраста (15-64 лет) 26 были экономически активными, 10 — неактивными (показатель активности — 72,2 %, в 1999 году было 83,3 %). Из 26 активных жителей работали 26 человек (15 мужчин и 11 женщин), безработных не было. Среди 10 неактивных 3 человека были учениками или студентами, 5 — пенсионерами, 2 были неактивными по другим причинам.

## Достопримечательности
- Церковь Св. Стефана (XII век)